# 리구리아해

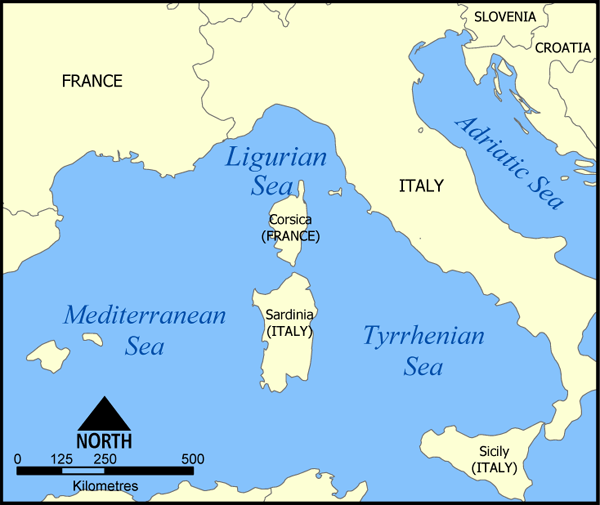
리구리아 해 지도

리구리아해는 이탈리아의 리구리아주, 토스카나주와 코르시카섬, 엘바섬 사이의 지중해 해역이다.
프랑스, 모나코, 이탈리아의 해안과 접하고 있으며, 티레니아해 및 지중해와 연결된다. 리구리아 해 북쪽의 제노바가 가장 큰 도시이다.